# Karim Baïteche
Karim Baïteche, né le 10 juillet 1991 à Alger, est un footballeur algérien qui joue au poste de milieu de terrain au RC Kouba.

## Biographie
Avec le club de l'USM Alger, il participe à la Ligue des champions africaine en 2015. Durant cette compétition, il inscrit un but lors de la demi-finale retour face au club soudanais d'Al Hilal Omdurman, ce qui envoie l'USMA en finale.
À l'automne 2022, il quitte l'Algérie pour rejoindre les côtes espagnoles dans une embarcation de harraga.

## Statistiques
| Saison                | Club                  | Championnat           | Championnat | Championnat | Coupe(s) nationale(s) | Coupe(s) nationale(s) | Supercoupe | Supercoupe | Compétition(s) continentale(s) | Compétition(s) continentale(s) | Compétition(s) continentale(s) | Total | Total |
| Saison                | Club                  | Division              | M.          | B.          | M.                    | B.                    | M.         | B.         | Comp.                          | M.                             | B.                             | M.    | B.    |
| 2012-2013             | USM Alger             | 1                     | 1           | 0           | 0                     | 0                     | -          | -          | C3                             | 0                              | 0                              | 1     | 0     |
| 2013-2014             | USM Alger             | 1                     | 15          | 1           | 1                     | 0                     | 1          | 0          | -                              | -                              | -                              | 17    | 1     |
| 2014-2015             | USM Alger             | 1                     | 19          | 2           | 0                     | 0                     | 0          | 0          | C1                             | 5                              | 0                              | 24    | 2     |
| 2015-2016             | USM Alger             | 1                     | 7           | 1           | 0                     | 0                     | -          | -          | C1                             | 6                              | 1                              | 13    | 2     |
| 2016-2017             | CS Constantine        | 1                     | 12          | 0           | 2                     | 0                     | -          | -          | -                              | -                              | -                              | 14    | 0     |
| 2016-2017             | JS Kabylie            | 1                     | 9           | 1           | 0                     | 0                     | -          | -          | C3                             | 4                              | 0                              | 13    | 1     |
| 2017-2018             | USM El Harrach        | 1                     | 14          | 0           | 2                     | 0                     | -          | -          | -                              | -                              | -                              | 16    | 0     |
| 2018-2019             | JSM Béjaïa            | 2                     | 22          | 2           | 8                     | 1                     | -          | -          | -                              | -                              | -                              | 30    | 3     |
| 2019-2020             | JSM Béjaïa            | 2                     | 8           | 0           | 1                     | 0                     | -          | -          | -                              | -                              | -                              | 9     | 0     |
| Total sur la carrière | Total sur la carrière | Total sur la carrière | 107         | 7           | 14                    | 1                     | 1          | 0          | -                              | 15                             | 1                              | 137   | 9     |

## Palmarès
- Champion d'Algérie en 2014 et 2016 avec l'USM Alger.
- Vainqueur de la supercoupe d'Algérie en 2013 avec l'USM Alger.
- Finaliste de la supercoupe d'Algérie en 2014 avec l'USM Alger.
- Finaliste de la coupe d'Algérie en 2019 avec la JSM Béjaïa.
- Finaliste de la Ligue des champions de la CAF en 2015 avec l'USM Alger.